# Perichaena
Perichaena is een geslacht van slijmzwammen uit de familie Trichiidae. De typesoort is Perichaena populina.

## Kenmerken
De vruchtlichamen zijn plasmodiocarpen of sporocarpen. Het peridium bestaat uit twee lagen, die dicht tegen elkaar aan liggen. De buitenste laag is onregelmatig gegranuleerd in plekken, af en toe is de granulatie slechts zwak aanwezig. Of dit granulaat van kalk is gemaakt is onzeker. De binnenste laag van het peridium is vliezig en doorschijnend. Het capillitium soms schaars en vaak met onregelmatige en of regelmatige insnoeringen. De buitenzijde hiervan is meestal met wratjes of stekeltjes bezet. De sporen zijn geel of roodbruin.
Het geslacht wordt wereldwijd verspreid met veel van zijn soorten, het wordt meestal gevonden op loofhout en op bladeren. Zes soorten komen in Nederland voor. Deze zijn voorzien van een voetnoot in de onderstaande lijst.

## Soorten
Volgens Index Fungorum telt het geslacht de volgende 15 soorten (peildatum december 2022):
| Soortnaam                                          | Auteur(s)                          | Publicatiejaar |
| -------------------------------------------------- | ---------------------------------- | -------------- |
| Perichaena acetabulifera                           | Lizárraga, G. Moreno & Flores-Rom. | 2019           |
| Perichaena areolata                                | Rammeloo                           | 1981           |
| Perichaena brevifila                               | T.E. Brooks & H.W. Keller          | 1971           |
| Perichaena chrysosperma (Variabel goudkussentje)   | (Curr.) Lister                     | 1894           |
| Perichaena corticalis (Dekselgoudkussentje)        | (Batsch) Rostaf.                   | 1875           |
| Perichaena depressa (Plat goudkussentje)           | Lib.                               | 1837           |
| Perichaena dictyonema                              | Rammeloo                           | 1981           |
| Perichaena heterobaculata                          | Rammeloo                           | 1981           |
| Perichaena liceoides                               | Rostaf.                            | 1875           |
| Perichaena luteola                                 | (Kowalski) Gilert                  | 1995           |
| Perichaena membranacea                             | Yu Li, Q. Wang & H.Z. Li           | 1990           |
| Perichaena pedata (Gesteeld goudkussentje)         | (Lister & G. Lister) G. Lister     | 1937           |
| Perichaena poronema                                | Yu Li & H.Z. Li                    | 1990           |
| Perichaena pseudoliceoides                         | Kuhnt & Mar. Mey.                  | 2021           |
| Perichaena reticulospora                           | H.W. Keller & D.R. Reynolds        | 1971           |
| Perichaena taimyriensis                            | Novozh. & Schnittler               | 2000           |
| Perichaena thindii                                 | Nanir                              | 1981           |
| Perichaena vermicularis (Wormvormig goudkussentje) | (Schwein.) Rostaf.                 | 1876           |